# Ugolini Peak
Ugolini Peak är en bergstopp i Antarktis. Den ligger i Östantarktis. Nya Zeeland gör anspråk på området. Toppen på Ugolini Peak är 2 200 meter över havet, eller 214 meter över den omgivande terrängen. Bredden vid basen är 1,4 km.
Terrängen runt Ugolini Peak är huvudsakligen kuperad, men den allra närmaste omgivningen är bergig. Trakten är obefolkad. Det finns inga samhällen i närheten. 